# Bosc de Paimpont
El bosc de Paimpont està situat al departament francès d'Ille i Vilaine, a la regió de Bretanya, i a uns 30 km al sud-oest de Rennes. Té una extensió total de 19.400 hectàrees.
Paimpont és un poble d'uns 1.400 habitants construït a la vora d'un estany gran situat en el centre del bosc, domini privilegiat de les llegendes cèltiques. Les 7.000 hectàrees de bosc que envolten Paimpont són les restes d'una boscana més densa i molt més extensa en el qual se solen situar molts episodis de les novel·les de la Taula Rodona i les llegendes artúriques: és el llegendari 'bosc de Brocéliande'. En el segle xii, era anomenat Brécillien (en bretó, Brec'helean). Aquesta designació es va veure reforçada a la fi del segle xx pel naixement del País de Brocéliande, una institució destinada a facilitar el desenvolupament dels municipis de l'oest del departament. És un bosc frondós de roures i faigs, principalment. El bosc ocupa principalment el territori del municipi de Paimpont, encara que s'estén també sobre municipis limítrofs com Guer i Beignon, al sud, Saint-Péran, al nord-est i Concoret, al nord.

## Geografia

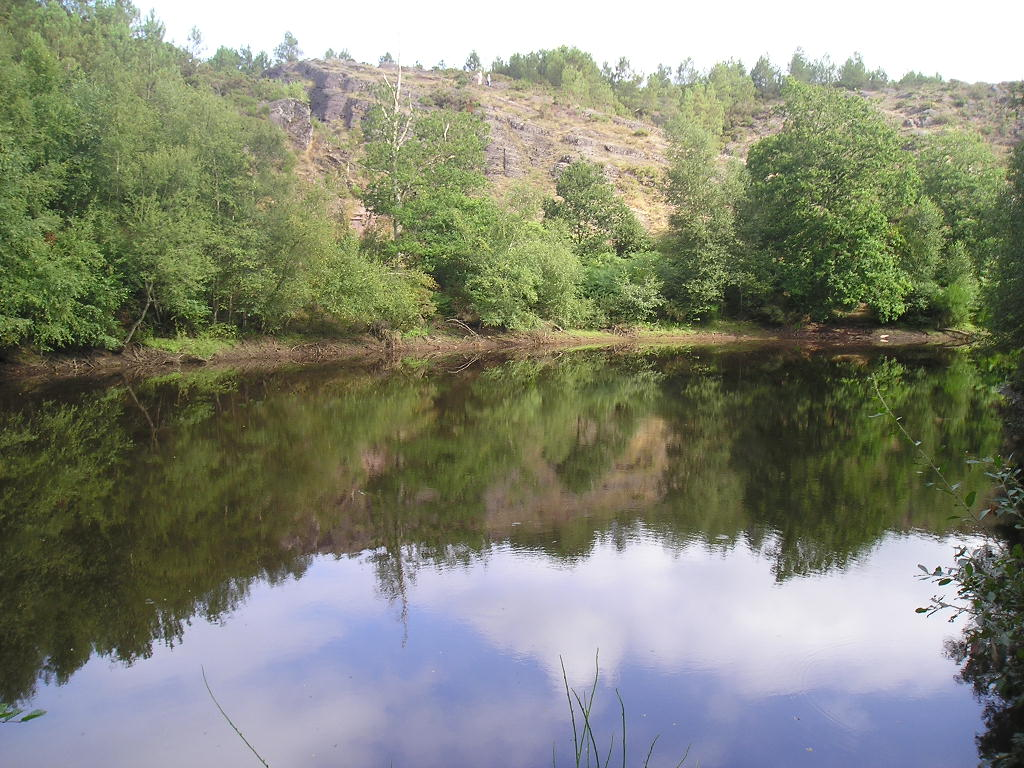
El mirador de les fades.

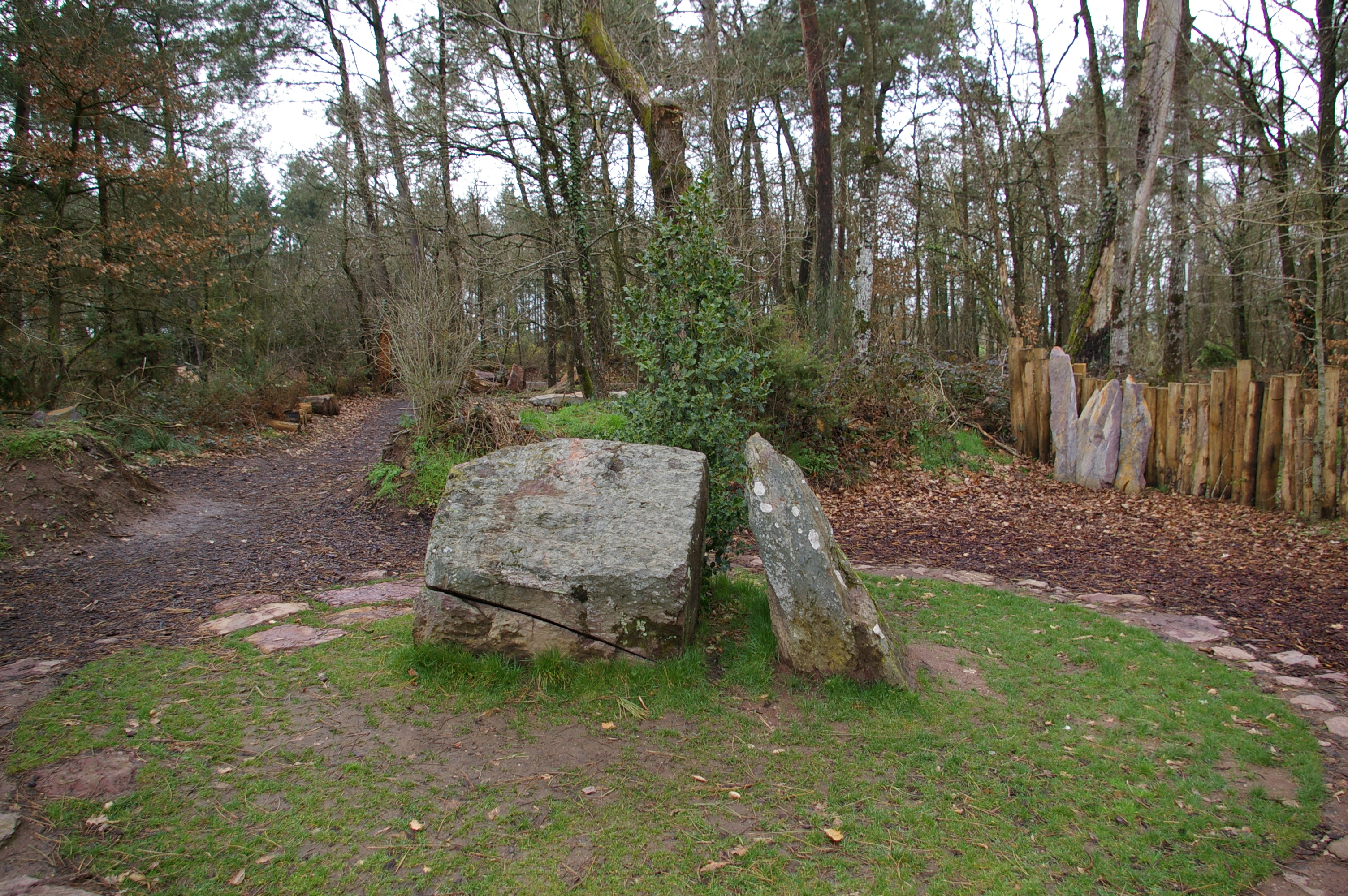
La tomba de Merlí

La relativa altitud del massís forestal contribueix a atorgar-li un clima proper al clima oceànic de les costes de Finisterre. Aquest règim, en el qual dominen els vents de l'oest i del sud-oest que porten núvols i precipitacions regulars afavoreixen la vegetació, i l'excés d'humitat alimenta els nombrosos rierols que ocupen el fons de les petites valls i que desemboquen en el riu Aff, passat el riu Vilaine i als voltants de Redon, al sud del departament.
Des del punt més alt, anomenat Alt Bosc (Haute forêt) i situat a 256 m en la part occidental, l'altitud disminueix regularment oferint diferents punts de vista sobre el departament d'Ar Mor-Bihan, d'un costat i de Costes del Nord de l'altre.
No gaire lluny d'allí, dominant l'estany de Chatenay, es va construir entre 1966 i 1967 l'estació biològica de Paimpont, dependent de la universitat de Rennes I. El bosc i els seus mitjans variats constitueixen un marc propici per a nombroses pràctiques en les que hi participen els estudiants de biologia de la universitat, així com nombrosos estudiants i investigadors estrangers. Les instal·lacions permeten l'acolliment de prop de setanta persones. Els investigadors treballen tot l'any en temes generalment molt allunyats del biòtop local com el comportament dels primats, representats pels cercopithecus. Els primers investigadors han estudiat durant llarg temps l'ecologia de les landes armoricanes, els sòls i la hidrologia.

## Reglamentació
Entre les atribucions dels guardes forestals figura la vigilància dels comportaments reprensibles de primer ordre, com la creació de focs o la circulació de gossos, per ser considerats nocius per a la cacera. La recollida de xampinyons, sense estar absolutament prohibida, difícilment pot ser més que un acord suplementari al passeig tolerat localment.
A causa de la seva importància abans de la Revolució francesa, el bosc era competència d'una jurisdicció reial anomenada Domini de les Aigües i dels Boscos, mentre que les jurisdiccions senyorials tradicionals no s'ocupen de la gestió forestal. Mentre que el bosc ha estat explotat al màxim per alimentar amb carbó de fusta els alts forns -almenys als segles xvii i xviii-, la destinació dels arbres de primera qualitat a la construcció de vaixells ha tingut un paper secundari.

## Llocs per visitar
En el bosc de Paimpont es visiten nombrosos monuments i enclavaments relacionats amb les llegendes:

### Paimpont i els seus voltants

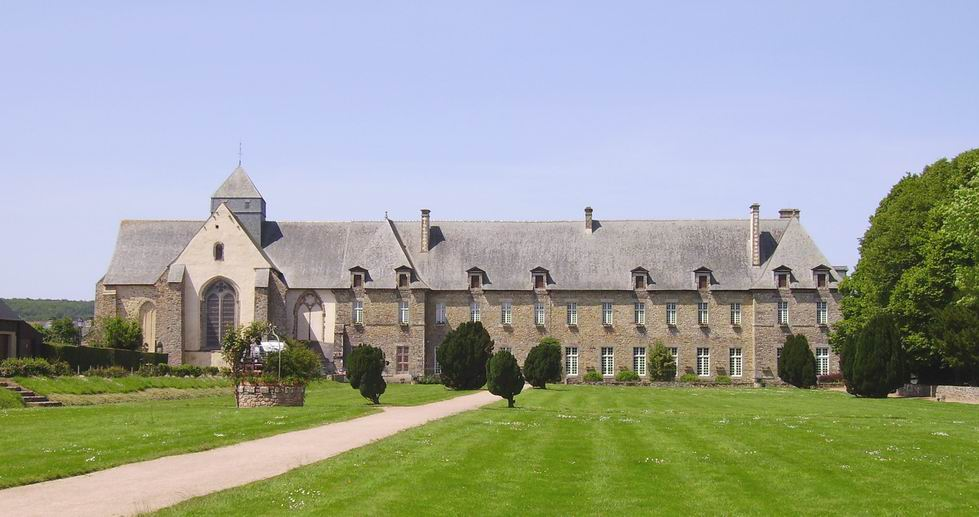
Abadia de Paimpont

Paimpont es té 1.400 habitants i és situat al centre del bosc. La seva abadia, situada a la vora del llac de Paimpont, va ser construïda al segle xiii sobre l'emplaçament d'un priorat fundat en 645 per Judicael, rei de Domnònia. Va ser l'origen d'un monestir benedictí, encara que va ser habitada des del segle xiii pels canonges fins a la Revolució francesa.
D'estil gòtic medieval (els murs, les obertures, el baptisteri i la capella del Sant Sagrament, la volta…), l'abadenc presenta una decoració interior (púlpit, estàtues, altar, retaules...) d'estil barroc del segle xvii. La sagristia conté el tresor de l'abadia, que comprèn un Crist en ivori (segle xvii), un relicari (segle xv) ofert per la duquessa Margarida de Bretanya, mare d'Anna de Bretanya, que contindria un radi de Sant Judicael.
Una mica més lluny es troba l'estany del pas del Grèvol (Pas du Houx), al nord-est de Paimpont. Amb 80 hectàrees, és l'estany més gran del bosc de Paimpont, ric en fauna i flora aquàtica. Sobre les seves ribes s'enfronten el castell de Brocéliande i el castell del pas del Grèvol, construïts al començament del segle xx.

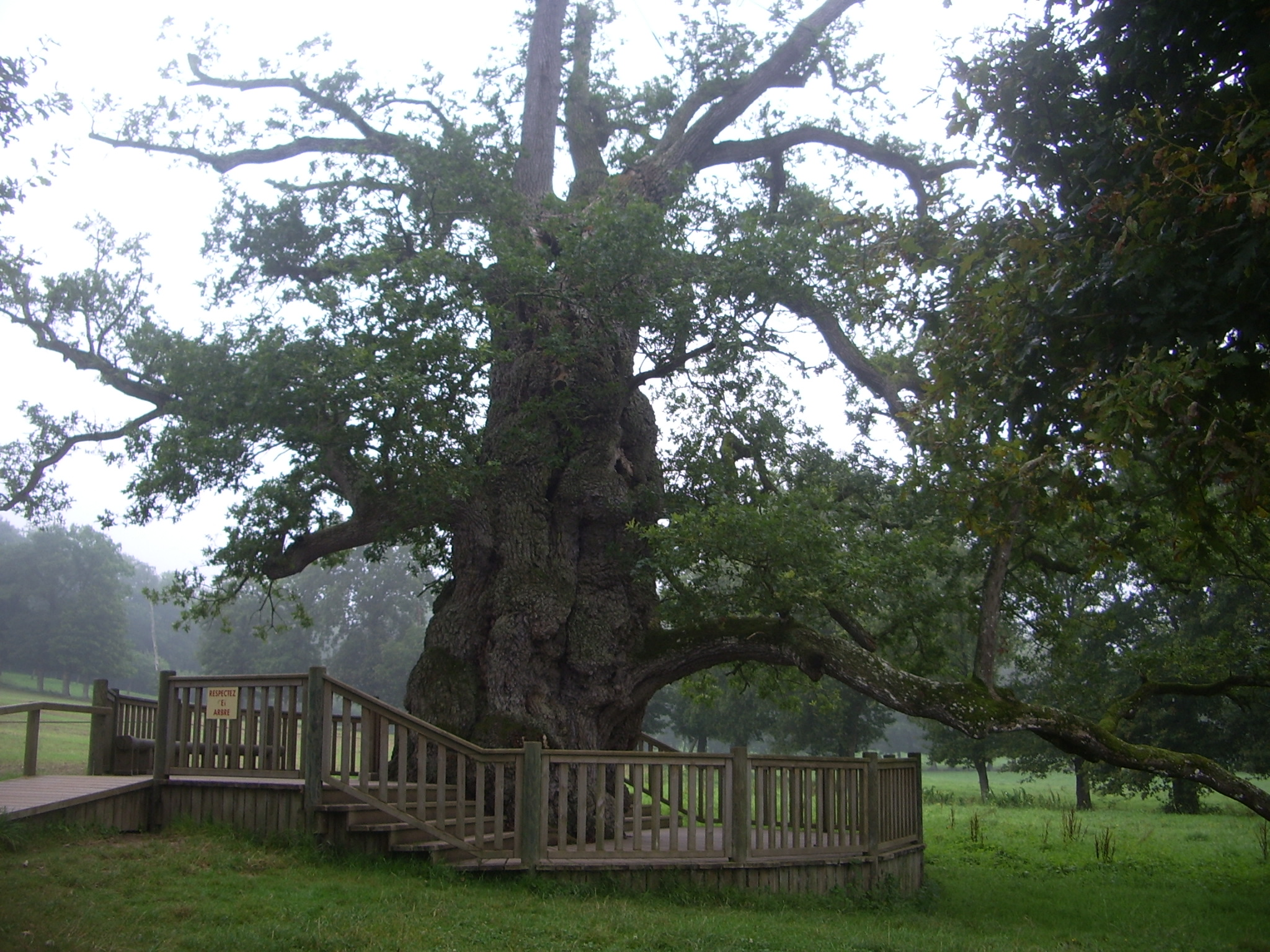
El roure de Guillotin.

### Les forges de Paimpont
Les forges de Paimpont estan situades al sud del bosc, prop d'un enclavament llegendari anomenat Pont de Secret. Les forges van ser creades en 1653 per Jacques de Farcy i François d'Andigné després d'haver adquirit una part del feu de Brécilien. Cap a 1800, fabricaven, amb el mètode való, una mitjana de 500 tones de fosa i 360 de ferro. Entorn de 1820, amb la finalitat de lluitar contra la competència estrangera, les forges de Paimpont entren en una fase d'ampliació i modernització. Aquesta conversió tecnològica es materialitza, en 1831, en la construcció d'un laminador de quatre forns de reverbero, tres parells de cilindres i un taller de modelat amb dos forns de reverbero.

### El castell de Comper
El castell de Comper està situat al nord del bosc de Paimpont, a tres quilòmetres a l'est del poble de Concoret. Tot i que és habitual associar el nom de Comper al terme bretó kemper (que significa «confluència»), no pot acceptar-se aquest origen, perquè no hi ha cap confluència. Al contrari, una enorme presa reté les aigües de l'estany de Comper, per la qual cosa probablement el topònim procedeix del francès antic combre, que significa «presa».
Segons la tradició, Comper hauria pertangut a Salomó, rei de Bretanya (segle ix), encara que seran els barons de Gaël-Montfort els qui introdueixin el nom del castell en els annals d'Història. El primer d'aquests barons, anomenat Raúl, va ser company de Guillem el Conqueridor i va combatre al costat seu a la batalla de Hastings. Des del segle xiii, Comper és considerada com una de les posicions estratègiques de l'Alta Bretanya. Ha estat a més l'escenari de nombrosos combats, i ha passat per les mans de nombroses famílies.

### Altres llocs d'interès
- El castell de Trécesson
- La tomba de Merlí i la font de la joventut
- El roure de Guillotin i el roure dels hindrés
- La font de Barenton
- La Vall Sense Tornada
- La casa de Viviana
- El Jardí dels Monjos